# Автовокзал (Кременчук)
Кременчуцький автобусний вокзал — вокзал для міжміських і міжнародних перевезень у місті Кременчук, розташований по вулиці Театральній, 32/6. Примикає також до вулиць Покровська і Миколаївська.
На автовокзалі діють п'ять кас. Є камери схову, вартість коштує 50 копійок. На території діє платний туалет (4 грн.).
Зі сторони вулиці Театральної у будівлі вокзалу знаходиться піцерія.

## Галерея

Екстир'єр (вид з вулиці Театральної)
Інтер'єр (вид на каси)
Інтре'єр (вид на камери зберігання)
Інтер'єр (вид на вихід до платформ)